# Томкив, Анатолий Николаевич
Анатолий Николаевич Томкив (укр. Анато́лій Микола́йович Томків, 1 января 1954, Конятин, Черновицкая область — 6 августа 2025) — украинский журналист, писатель, редактор, диктор.

## Биография
Томкив родился 1 января 1954 года в селе Конятин Путильского района Черновицкой области УССР. С 1978 года — диктор Черновицкого областного радио и телевидения, редактор и ведущий детско-юношеских программ редакции областного телевидения телевидения Украины.
С начала 1990-х годов работал главным специалистом, руководителем пресс-службы представителя Президента Украины в Черновицкой области, а затем пресс-секретарём глав Черновицкой областной государственной администрации Ивана Гнатишина и Михаила Романива.
С 2009 года — редактор газеты ГУ МВД Украины в Черновицкой области «Дорожный вестник» (укр. Дорожній вісник).
Он умер 6 августа 2025 года.

## Книги
- Хто пацив, той знає … : новели, нариси / Анатолій Томків. — Чернівці: Букрек, 2011. — 127 с. — ISBN 978-966-399-328-7
- В Євросоюз через Кінашку: новели / Анатолій Томків. — Чернівці: Букрек, 2013. — 278 с. — ISBN 978-966-399-547-2